# Campionato Potiguar
Il Campionato Potiguar (in portoghese Campeonato Potiguar) è il campionato di calcio dello stato di Rio Grande do Norte, in Brasile. È organizzato dal 1919 dalla Federação Norte-riograndense de Futebol (FNF).

## Stagione 2021
- ABC (Natal)
- América-RN (Natal)
- ASSU (Açu)
- Força e Luz-RN (Natal)
- Globo (Ceará-Mirim)
- Palmeira (Goianinha)
- Potiguar (Mossoró)
- Santa Cruz de Natal (Natal)

## Titoli per squadra
Le squadre contrassegnate da un asterisco (*) non sono più attive.
| Squadra            | Città       | Titoli |
| ------------------ | ----------- | ------ |
| ABC                | Natal       | 57     |
| América            | Natal       | 37     |
| Alecrim            | Natal       | 7      |
| Potiguar           | Mossoró     | 2      |
| Centro Esportivo * | Natal       | 1      |
| Corintians         | Caicó       | 1      |
| Santa Cruz FC *    | Natal       | 1      |
| Baraúnas           | Mossoró     | 1      |
| ASSU               | Açu         | 1      |
| Globo              | Ceará-Mirim | 1      |